# Rattus niobe
Rattus niobe är en däggdjursart som först beskrevs av Thomas 1906.  Rattus niobe ingår i släktet Rattus och familjen råttdjur. Inga underarter finns listade i Catalogue of Life.
Denna råtta förekommer i bergstrakter på östra Nya Guinea. Den vistas i regioner som ligger 750 till 4050 meter över havet. Arten är vanligast i områden som ligger 1500 meter över havet. Habitatet utgörs av fuktiga tropiska skogar och av trädgårdar. En kull består av två eller tre ungar.